# Saint-Bauzély
Saint-Bauzély là một xã ở tỉnh Gard. Xã này có diện tích 5 kilômét vuông, dân số năm 1999 là 387 người. Khu vực này có độ cao trung bình 100 mét trên mực nước biển.